# Steindachnerina brevipinna
Steindachnerina brevipinna är en fiskart som först beskrevs av Eigenmann och Eigenmann, 1889.  Steindachnerina brevipinna ingår i släktet Steindachnerina och familjen Curimatidae. Inga underarter finns listade i Catalogue of Life.